# Virador (calabrote)
En náutica, el Virador (Virador de combés, Virador de cubierta) de embarcación a vela, es la cuerda (calabrote o guindaleza) que hala al cable (cuerda) del ancla para levantarla del agua. (fr. Tournevire; ing. Messenger; it. Capo piano). 

## Descripción
El virador (cuerda) va unido por sus extremos para formar un gran bucle que se coloca entre las bitas y el cabestrante, en este da varias vueltas que lo mantienen tensado para crear fricción de arrastre cuando varios marineros hacen girar el cabrestante lo que produce el movimiento del virador (cuerda) paralelo al cable (cuerda) del ancla que va desde su escobén hacia su caja. 
Para transmitir el movimiento se amogela es decir, se cosen las dos cuerdas en varios puntos por medio de un mogel. De esta manera el tramo de cable (cuerda) que se va a halar se cose y el que se ya se halo se descose. Para facilitar este procedimiento se utilizan barriletes, especie de bultos que se hacen al virador (cuerda). Este es un procedimiento repetitivo que tarda aproximadamente 5 horas y requiere de cientos de marineros. 
Todo esto se entiende tratándose de cables (cuerda) que no son de cadena pues para los de esta clase emplean algunos barcos virador de hierro aunque lo más común y corriente es que la misma cadena que está entalingada en el ancla, engrane en el pie del cabrestante de modo que virando esta máquina se cobra de ella sin necesidad de hacer uso del virador.

## Tipos
- Virador liso: es el que carece de barriletes.
- Virador de barrilete: es el que tiene de trecho en trecho un barrilete para contener mejor los mogeles o impedir que se escurran.

## Expresiones
- Correrse el virador: frase, suspenderse o subir repentinamente, ya por la figura demasiado cónica de este, o ya por descuido de los marineros destinados en aquella parte a la faena de virar del cable, y escurrirse con estrépito y riesgo de averías, circulando violentamente las vueltas alrededor de la máquina, siempre a causa de la mucha fuerza que manda, particularmente cuando hay viento fresco o el ancla está muy agarrada.
- Enmendar el virador (Enmendar el cabrestante): suspender las vueltas que aquel tiene dadas en este, y hacer que ajusten en su parte alta, cuando por el ejercicio de la máquina han llegado a la base de su cuerpo o cerca de la cubierta.